# Cabine à suicide
 (juin 2022).
Si vous disposez d'ouvrages ou d'articles de référence ou si vous connaissez des sites web de qualité traitant du thème abordé ici, merci de compléter l'article en donnant les références utiles à sa vérifiabilité et en les liant à la section « Notes et références ».
Les cabines à suicide ou machines à suicide sont des objets de science-fiction qui permettent à des individus de se donner la mort par le biais d'une machine.
Cet objet apparaît dans plusieurs œuvres, dont le manga Gunnm, et la série télévisée Futurama.

## Dans Futurama
Les cabines à suicide (SuicideBooth en version originale) sont une invention imaginaire de l'univers de la série télévisée Futurama. La compagnie de cabines à suicide la plus utilisée par les Terriens depuis 2008 semble être la compagnie Vitamor.
Elles permettent, en échange de 25 cents, de se donner la mort que l'on souhaite : « rapide et indolore » ou « lente et effroyable ». La mort rapide et indolore consiste en flash d'une seconde (probablement une forme de désintégration). La mort lente et douloureuse est mise à exécution à l'aide d'une armada d'outils mortels tels que des couteaux, des tronçonneuses, des scies circulaires, des lasers… Certaines cabines proposent également une mort par « coups de marteaux », et d'arracher les yeux de leurs clients pour 10 $ supplémentaires. Bender déclare dans un épisode qu'il veut la plus belle mort que la machine puisse lui offrir, et précise que "c'est soit une désintégration, soit l'écoute d'un album de Céline Dion", mais son ton peut laisser penser à une plaisanterie.
À noter que Fry a rencontré Bender pour la 1re fois alors que celui-ci s'apprêtait à se suicider. Fry l'a suivi pensant que cette machine était une cabine téléphonique...
La cabine à suicide est probablement l'invention la plus emblématique de Futurama et est l'objet de gags récurrents.

## Dans la réalité

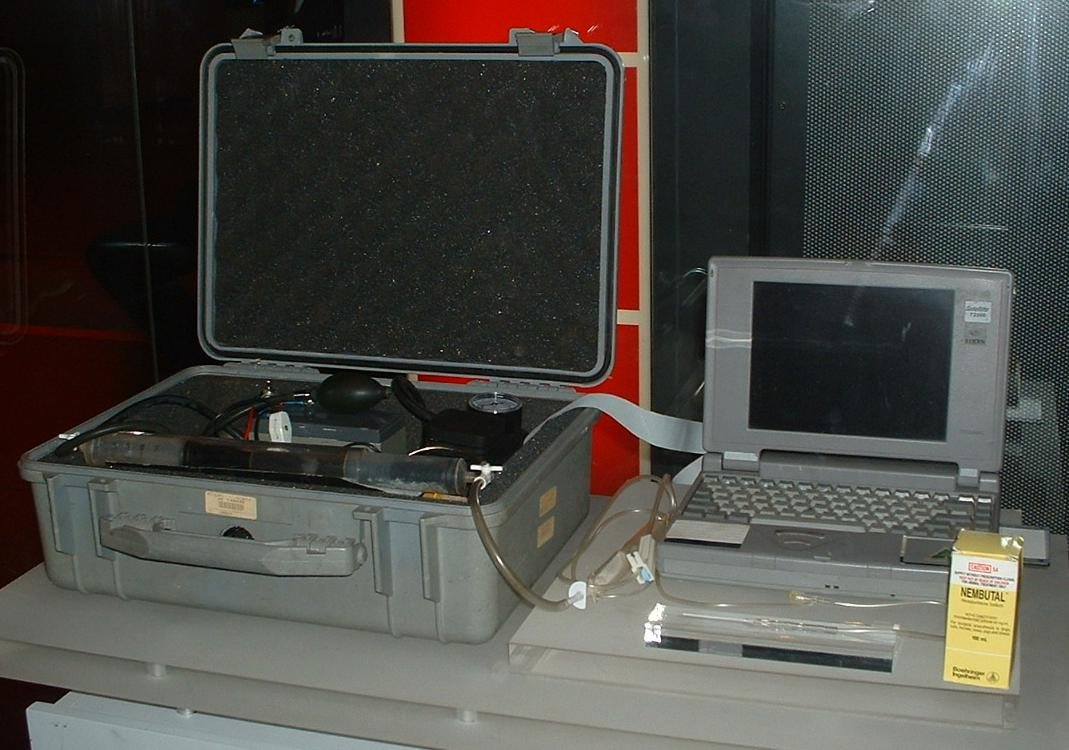
Véritable machine à suicide

Une sorte de « machine à suicide » a réellement été construite. Inventée par Philip Nitschke, un docteur australien pro-euthanasie qui l'a nommée Destiny, elle se compose notamment d'un logiciel appelé Deliverance qui pose au patient toute une série de questions, et lui administre automatiquement une injection létale si les réponses données sont correctes. Le système utilisé est ainsi fait que le fournisseur de la machine ne peut pas être jugé responsable du décès du patient si celui-ci réussit à s'euthanasier. En effet, ce dernier est jugé seul responsable de ce qui peut arriver lors de l'utilisation de la machine. La mort est assurée en 15 secondes.
La Sarco Capsule est une autre machine inventée également par Philip Nitschke et ressemblant à un cercueil. Elle est imprimée en 3D et diffuse un flux d'azote pendant que le taux d'oxygène diminue, provoquant la mort par hypoxie et par hypocapnie dans les 5 minutes. Elle pourrait être utilisée en Australie ou en Suisse, dans le cadre de l'euthanasie ou du suicide assisté,.

## Gunnm
Yukito Kishiro dans le volume 9 de Gunnm (1995), page 176 à 181, a créé un objet similaire dans la ville suspendue de Zalem, l'EndJoy qu'il définit comme « Le garant des libertés des citoyens de Zalem... c'est le bâtiment culturel le plus important » et que l'héroïne cybernétique Gally détruit.